# Városlőd, Veszprém
Városlőd  este un sat în districtul Ajka, județul Veszprém, Ungaria, având o populație de 1.399 de locuitori (2011). 

## Demografie
Componența etnică a satului Városlőd
     Maghiari (68,12%)
     Germani (28,53%)
     Romi (3,18%)
     Români (0,17%)
Componența confesională a satului Városlőd
     Romano-catolici (66,76%)
     Fără religie (5,43%)
     Reformați (3,43%)
     Necunoscută (24,02%)
     Luterani (0,36%)
     Alte religii (1,57%)
Conform recensământului din 2011, satul Városlőd avea 1.399 de locuitori. Din punct de vedere etnic, majoritatea locuitorilor (68,12%) erau maghiari, existând și minorități de germani (28,53%) și romi (3,18%).  Din punct de vedere confesional, majoritatea locuitorilor (66,76%) erau romano-catolici, existând și minorități de persoane fără religie (5,43%) și reformați (3,43%). Pentru 24,02% din locuitori nu este cunoscută apartenența confesională.